# Алкасар де Сеговия
Алкасар де Сеговия (на испански: Alcázar de Segovia) е дворец-крепост на испанските крале в историческата част на град Сеговия (област Кастилия и Леон, Испания). Разположен е на скала, на водослива на реките Ересма и Кламорес, близо до планинския масив Гуадарама (част от Кордилера Сентрал). Разположението му върху скала го прави един от най-красивите дворци в Испания. Алкасарът е строен за крепост, но успява да стане дворец, държавен затвор и кралска артилерийска академия.

## Галерия
- Тронната зала
- Залата на шишарките
- Фриз с изображенията на кралете в Кралската зала
- Фриз с изображенията на кралете в Кралската зала
- Залата на оръжията